# Marshall Grant
Marshall Garnett Grant (Bessemer City, 5 mei 1928 – Jonesboro (Arkansas), 7 augustus 2011) was de contrabassist van The Tennessee Two, later The Tennessee Three, de begeleidingsband van Johnny Cash. Naast hem bespeelde Luther Perkins de elektrische gitaar.
Grant was het negende kind uit een familie van twaalf kinderen. In 1947 vestigden hij en zijn vrouw Etta May Dickerson zich in Memphis (Tennessee). Hij ging aan de slag als mecanicien, net als Perkins. Ook de oudere broer van Cash, Roy Cash, werkte bij Automobile Sales. Toen Cash terugkwam in Memphis na het dienen van de U.S. Air Force, begon hij samen met Grant en Perkins muziek te maken. Aanvankelijk bespeelde Grant elektrische gitaar, maar nadat de band unaniem besloten had dat hij de contrabas voor zijn rekening moest nemen, leerde hij zichzelf deze te bespelen. Hij was een essentiële schakel in het 'boom-chicka-boom' handelsmerk van Johnny Cash & The Tennessee Two/Three.

## Instrumenten
- Contrabas
- Fender: elektrische basgitaar

- Gemeinsame Normdatei: 134595165
- International Standard Name Identifier: 0000 0001 1468 0703
- Library of Congress Control Number: no2001007196
- MusicBrainz: d29a30d0-1d57-48f9-ba6f-68c61aed80c2
- Nationale Bibliotheek van Tsjechië: xx0070286
- SNAC: w6416v58
- Virtual International Authority File: 14413920
- WorldCat: E39PBJxrW3v6KbCj3tFrjBYdcP